# Oasis International Airlines
Oasis International Airlines (zuvor Andalus Air, im Außenauftritt häufig stilisiert OASIS) war eine spanische Fluggesellschaft mit Sitz in Madrid.

## Geschichte

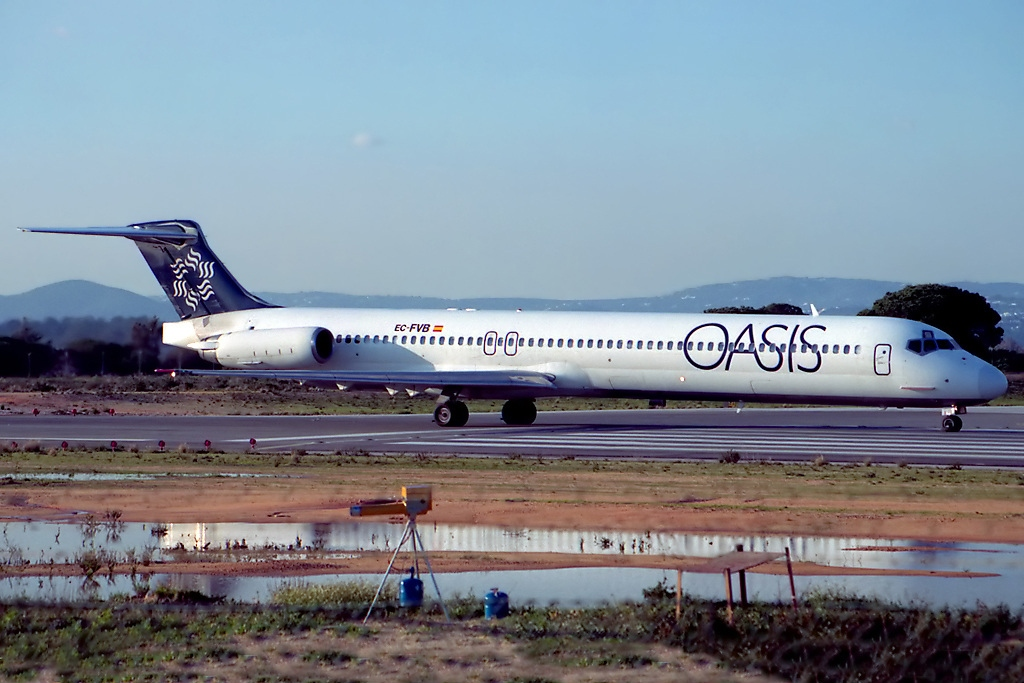
McDonnell Douglas DC-9-83 der Oasis International Airlines, Flughafen Faro, November 1995

Die Gründung der Oasis International Airlines erfolgte im Jahre 1986 unter dem Namen Andalus Air durch private Investoren, bevor der Flugbetrieb im darauffolgenden Jahr mit einer McDonnell Douglas DC-9-83 (MD-83) auf Flügen für andere Gesellschaften aufgenommen wurde. Am 26. Mai 1988 übernahm die spanische Oasis-Hotelgruppe die Rolle der Mehrheitsgesellschafterin; nebst Neubesetzung des Managements wurde ebenso eine Namensänderung vollzogen: die Fluggesellschaft trat ab diesem Zeitpunkt mit zwei DC-9-83 unter dem späteren Namen Oasis International Airlines auf.
In der Folgezeit fokussierte sich das Unternehmen vor allem auf den Tourismussektor und so verband Oasis International Airlines auf Charterflügen Ziele in ganz Mitteleuropa, Großbritannien und Skandinavien mit Spanien. Neben weiteren geleasten DC-9-83 verwendete man hierfür saisonal Flugzeuge des Typs Airbus A310-300, deren Anzahl ab 1992 auf ein Maximum von bis zu fünf Maschinen anstieg. Sie stammten teils von der mexikanischen Schwestergesellschaft Aerocancun, an der sich die Oasis-Hotelgruppe 1991 als Mehrheitsgesellschafterin analog zur ursprünglichen Andalus Air beteiligt hatte, um Fuß im transatlantischen Charterverkehr fassen zu können. Zusätzlich zu den Airbus A310-300 wurden DC-9-83 in der Folge bedarfsdeckend zwischen Aerocancun und Oasis International Airlines transferiert. 
In Zusammenarbeit mit dem US-amerikanischen Reiseveranstalter Apple Vacations bot Oasis International Airlines ab 1995 auch Langstreckenflüge von Madrid aus in die USA an, die sich zu den übrigen Langstreckenzielen Santo Domingo, Cancún und Varadero gesellten. Hierbei kooperierte man mit der amerikanischen Fluggesellschaft Private Jet Expeditions. Die Oasis-Hotelgruppe erweiterte ihr Portfolio indes maßgeblich und übernahm so neben der bereits zuvor genannten Aerocancun Anteile an Private Jet Expeditions sowie überdies an der in Kuba ansässigen Aerovaradero. Als Oasis International Airlines daraufhin gegen die Konkurrenz inländischer Fluggesellschaften zusätzlich versuchte, in den innerspanischen Linienverkehr einzusteigen, sah sich die Gesellschaft erheblichen finanziellen Schwierigkeiten ausgesetzt. Als das Unternehmen am 10. Dezember 1996 schließlich Insolvenz anmeldete, wurde ein Airbus A310 in New York zwecks Sicherung offener Forderungen festgesetzt und der Flugbetrieb endgültig eingestellt.

## Flugziele
Oasis International Airlines verband auf interkontinentalen Langstreckenflügen Ziele in Nord- und Südamerika sowie der Karibik mit Madrid und führte darüber hinaus touristische Flüge von zahlreichen europäischen Flughäfen durch.

## Flotte
Die Flotte der Oasis International Airlines setzte sich im Jahre 1995 aus den nachstehenden fünf Maschinen zusammen:
| Flugzeugtyp                       | Anzahl | Luftfahrzeugkennzeichen Werknummer | Sitzplätze | Anmerkungen            |
| --------------------------------- | ------ | ---------------------------------- | ---------- | ---------------------- |
| Canadair Challenger 600           | 1      | VR-BKJ 1016                        | VIP        | Geschäftsreiseflugzeug |
| McDonnell Douglas DC-9-83 (MD-83) | 3      | EC-FVB 49628/1582                  | 165        |                        |
| McDonnell Douglas DC-9-83 (MD-83) | 3      | EC-FVC 49629/1583                  | 165        |                        |
| McDonnell Douglas DC-9-83 (MD-83) | 3      | EC-FVX 49791/1644                  | 165        |                        |
| Airbus A310-300                   | 1      | EC-FXB 638                         | 254        |                        |